# 野田琴乃
野田 琴乃（のだ ことの、2001年2月22日 - ）は、日本の子役タレント。大阪府出身。身長161cm。劇団東俳大阪校所属。

## 出演

### テレビドラマ
- カーネーション（2012年、NHK） - 小原優子役
- 夫婦善哉（NHK） - ハナ子役
- BS時代劇「猿飛三世」（NHK BSプレミアム） - 千賀
- ごちそうさん（2013年-2014年、NHK） - 亜貴子役（少女時代）
- 歴史秘話ヒストリア『こんなBOSSならついていきたい!武田信玄悩んで学んで大きくなった』（NHK） - 松姫役
- ぐるっと関西おひるまえ（NHK）
- パラリラ＋（NHK） - 優子役
- 警視庁取調官 落としの金七事件簿（EX） - 明子役（幼少）
- 科捜研の女10（2010年、EX） - 浅羽奈美役（幼少時代）
- 新・おみやさん 第4話（EX） - 少女時代の真紀役
- 捜査地図の女（EX） - 良枝役
- 天才刑事・野呂盆六2（ABC） - 浜田小兎子役
- 湯けむりパラダイス（ABC）湯けむりガールズ
- 中居正広のザ・大年表第6弾 2時間子役スペシャル!!（NTV）
- ぼんくら（NHK）おみつ役
- 鬼平犯科帳スペシャル『浅草・御厩河岸』（CX） - 柳屋の女中役
- 鬼平犯科帳スペシャル『密告』（CX） - 子守りの少女役
- 藤沢周平新ドラマシリーズ「三屋清左衛門残日録（BSフジ） - 小女役

### ラジオ
- 燃え尽きた春～大阪大空襲から70年～（MBSラジオ） - 日出子役

### 映画
- ロケみつ THE MOVIE このさきのむこうに（2012年） - 少女役

### CM
- ZAQ
- 志摩スペイン村
- ペイサイドシティコスモスクエア駅前
- マクドナルドハッピーセット「シュガーバニーズ」突撃レポート（大阪編）
- スタジオアリス～キッズダンス編～
- アルパーク
- 桐灰化学 はる（ナレーション）
- 日本ピュアフード 鍋まつり
- KINCHOラジオCM「金鳥少年シリーズ」 - 高山さん役
- ロート製薬 セノビック

### 舞台
- 都はるみ特別公演「好きになった人」 - 初枝、寿美役

### VP
- 富国生命保険相互会社 いのちの森
- 大阪ガス エルネックPLUS

### スチール
- スタジオアリス
- ニッセンカタログ
- ユニフォーフォリア西神南
- アルビオヒルズ藤版
- 啓林館教科書
- 創価学園エディック
- 日本毛織株式会社
- ジオ彩都いぶきの森
- 雲雀丘学園小学校